# De Meester en Margarita
De Meester en Margarita (Russisch: Мастер и Маргарита, Master i Margarita) is een roman in twee delen van de Russische schrijver Michail Boelgakov.
Boelgakov begon vermoedelijk eind 1928 aan de roman te werken, want het vierde hoofdstuk van zijn tweede versie bood hij in mei 1929 aan bij uitgeverij Nedra. Hij zou eraan blijven werken tot enkele weken voor zijn dood in 1940.
De periode waarin Boelgakov zijn roman schreef staat bekend als de tijd van de Grote Zuiveringen in de Sovjet-Unie onder Jozef Stalin. Boelgakov beschreef die periode in zijn dagboeken, die in het Nederlands verschenen onder de titel Manuscripten verbranden niet, een van de sleutelzinnen uit De meester en Margarita.
De roman zou pas voor het eerst - zwaar gecensureerd - gepubliceerd worden in het maandblad Moskva in de nummers van november 1966 en januari 1967. De 150,000 exemplaren waren in nauwelijks enkele uren uitverkocht. Ook nu nog is De meester en Margarita volgens veel Russen het beste boek dat ooit werd geschreven. Nog elk jaar staat het bovenaan in de eindejaarslijstjes.

## Ontstaansgeschiedenis

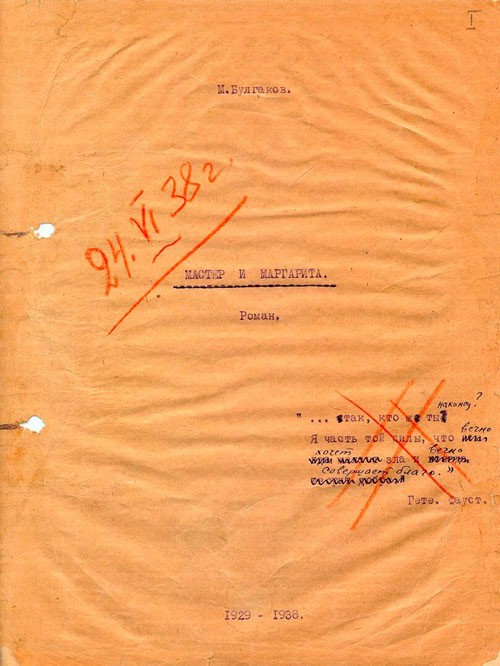
Voorkant van de eerste getypte versie van De Meester en Margarita, 1938.

Boelgakov begon aan de roman te schrijven in 1928. Hij verbrandde het eerste manuscript in 1930, omdat hij geen toekomst voor zichzelf zag als schrijver in de Sovjet-Unie. In een brief aan Jozef Stalin vroeg Boelgakov op 28 maart 1930 om naar het buitenland te mogen gaan of ten minste, zoals hij het uitdrukte: "een betrekking te krijgen in mijn specialiteit en me aan een theater te verbinden in de functie van regisseur".
Hij nam het schrijven weer op in 1931. In 1935 ging Boelgakov naar het Spasohuis, de residentie van de Amerikaanse ambassadeur bij de Sovjet-Unie William Bullitt, en vond daar zijn inspiratie voor een van de sleutelhoofdstukken van de roman, het Bal van Satan. Het tweede ontwerp werd in 1936 afgerond, waarbij alle grote verhaallijnen van de definitieve versie klaar waren. Er zouden nog vier andere versies volgen. Boelgakov stopte met schrijven vier weken voor zijn dood in 1940, en liet in de roman enkele onvoltooide zinnen en losse eindjes achter. Een gecensureerde versie, waar ongeveer 12 procent van de tekst verwijderd was en nog meer veranderd, werd voor het eerst gepubliceerd in het magazine Moskva (1966, nr. 11, en 1967, nr. 1).
In de Sovjet-Unie werd de eerste volledige versie gepubliceerd door Choedozjestvennaja Literatoera in 1973. Deze versie bleef de canonieke versie tot 1989, toen de definitieve versie, op basis van alle beschikbare manuscripten, werd bezorgd door Lidia Janovskaja.

## Het verhaal
De roman bestaat uit drie door elkaar heen lopende verhaallijnen: het verhaal van Satan, hier Voland (Воланд) genaamd, op bezoek in Moskou, de liefdesgeschiedenis van de Meester en Margarita, en het verhaal van Pontius Pilatus en Jezus. Alle verhalen lopen min of meer in elkaar over.

### Satan op bezoek in Moskou
Dit deel van het verhaal speelt zich af in het Moskou ergens tussen 1930 en 1940. Stalin is aan de macht, en er is grootschalige corruptie. Religie is verboden, en er wordt veel werk verricht om aan te tonen dat Jezus nooit bestaan heeft. Kortom, een ideale plaats voor Satan om daar zijn Lentebal te houden, dat traditioneel gehouden wordt als de Walpurgisnacht samenvalt met Goede Vrijdag. Om de voorbereidingen voor zijn bal te treffen is Voland hoogstpersoonlijk naar Moskou gekomen, begeleid door zijn trawanten Fagot (Фагот, een voormalig "koormeester"), de zwarte kater Begemot (Бегемот, Russisch voor nijlpaard), de moordenaar Azazello (Азазелло), de bleke Abaddona (Абадонна, Hebreeuws voor vernietiging) en de heks Gella (of Hella; Гелла). Op het bal heeft Voland een gastvrouw nodig, en die gastvrouw moet als voornaam Margarita hebben (een duidelijke verwijzing naar de Faust van Goethe).

### Jezus en Pontius Pilatus

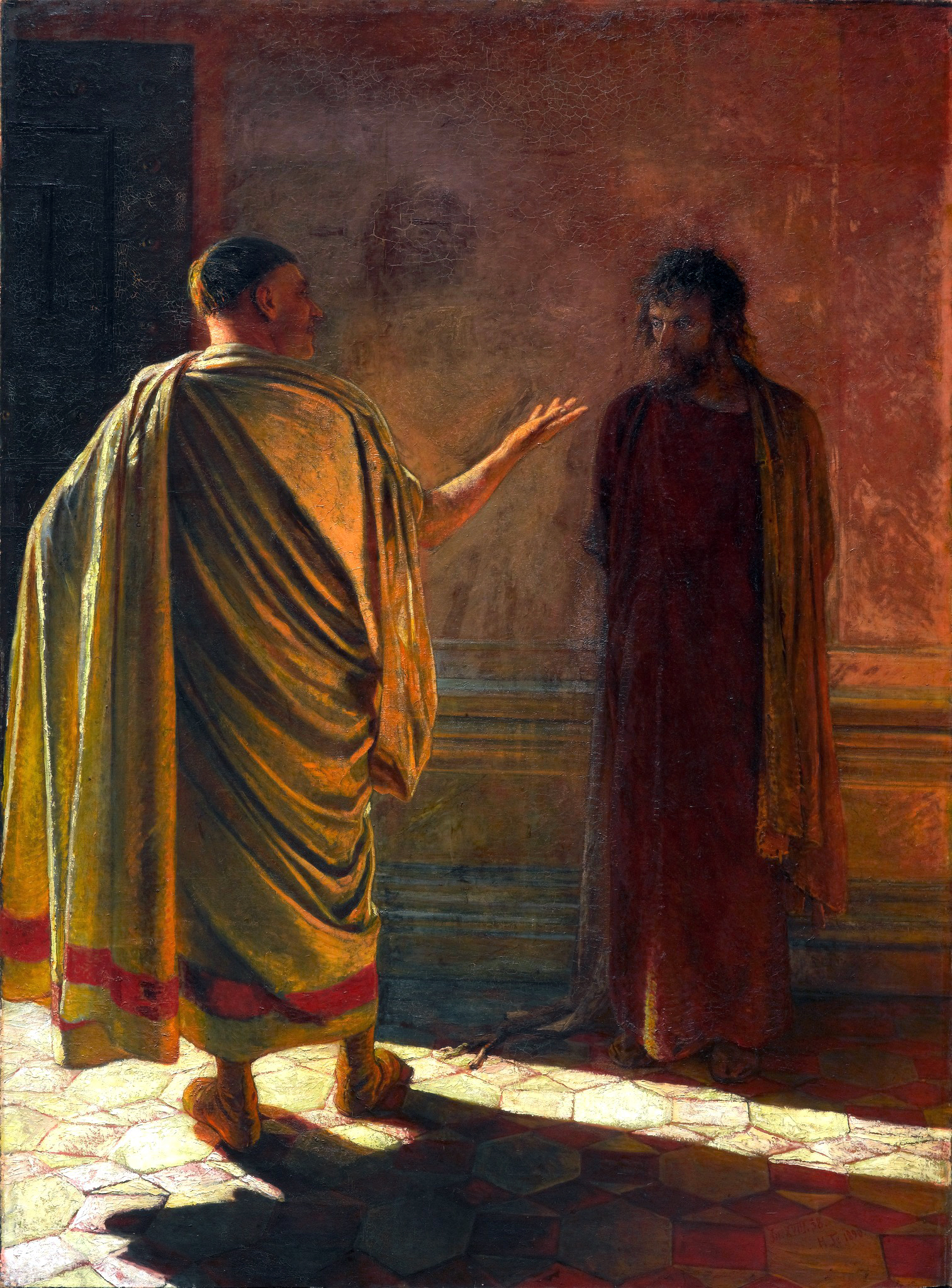
Wat is waarheid?; een belangrijke passage in Meester en Margarita. Schilderij van Nikolaj Ge.

Het verhaal van Jezus wijkt op belangrijke punten af van het evangelie, en het begint op het moment dat Jezus gearresteerd is en voor Pilatus wordt gebracht. Jezus blijkt slechts een gewone man te zijn, met een uitermate groot empathisch vermogen, die achtervolgd wordt door een stel religieuze fanaten die al zijn woorden opschrijven en verkeerd interpreteren. Doordat Jezus in staat is de hoofdpijn van Pilatus enigszins te verlichten, wint hij zijn vertrouwen, en Pilatus probeert dan ook alles om de terdoodveroordeling van Jezus teniet te doen. Helaas voor hem slaagt hij daar niet in, en hij moet verder leven met zijn verschrikkelijke hoofdpijnen. Hij geeft wel opdracht om Judas te vermoorden en de beloning die Judas kreeg bij hogepriester Kajafas over de schutting in diens tuin te gooien.

## Bewerkingen

### Films
- 1970: De Finse regisseur Seppo Wallin maakte de film Pilatus voor de reeks Teatterituokio (Theatersessies) van de Finse televisie. De film vertelt alleen het Bijbelse verhaal uit De Meester en Margarita.[11]

- 1971: De Poolse regisseur Andrzej Wajda maakte de film Pilatus und andere - Ein Film für Karfreitag voor de Duitse televisiezender ZDF. De film vertelt alleen het Bijbelse verhaal uit De Meester en Margarita.[12][13]

- 1972: De Servische regisseur Aleksandar Petrović maakte de film Il Maestro e Margherita, een Italiaans-Joegoslavische coproductie. De film springt nogal licht om met de roman. Zo heeft de meester in de film de naam Nikolaj Afanasjevitsj Maksoedov, terwijl hij in de roman bewust naamloos blijft.[14][15]

- 1991: De Britse regisseur Paul Bryers maakte de film Incident in Judaea voor de Britse televisiezender Channel 4. De film vertelt alleen het Bijbelse verhaal uit De Meester en Margarita. Bekende acteurs als John Woodvine, Mark Rylance, Lee Montague en Jim Carter verleenden hun medewerking.[16][17]

- 1994: De Russische regisseur Joerij Kara maakte de film Master i Margarita. Hoewel er veel bekende Russische acteurs aan meewerkten (onder meer Michail Oeljanov) en de soundtrack was gecomponeerd door de befaamde Russische componist Alfred Schnittke, bleef de film 17 jaar lang onvertoond. Pas in maart 2011 ging de film in première in de Russische bioscopen.[18][19]

- 1996: De Russische regisseur Sergej Desnitski en zijn echtgenote, actrice Vera Desnitskaja maakten de film Master i Margarita. Ontgoocheld over de reacties van de Russische media, besloten ze echter dat de film nooit mocht vertoond worden.[20]

- 2005: De Hongaarse regisseuse Ibolya Fekete maakte een film van 26 minuten, getiteld A Mester és Margarita. De film werd gemaakt voor de tv-zender MTV Premier.[21][22]

- 2008: De Italiaanse regisseur Giovanni Brancali maakte de film Il Maestro e Margherita. De film speelt zich niet af in het Moskou van de jaren 30, maar in het hedendaagse Firenze.[23]

- 2013: De Amerikaanse producent Scott Steindorff had in 2012 de rechten gekocht om de film The Master and Margarita te maken. Er werden veel bekende namen geciteerd voor mogelijke regisseurs en acteurs, vooral in de Russische pers. Het scenario werd geschreven door Caroline Thompson (Addams Family, Edward Scissorhands, Black Beauty), maar in 2017 gaf Steindorff zijn plannen op. Even later kwam het Russische persagentschap TASS met het nieuws dat de filmrechten voor een Hollywoodversie van The Master and Margarita waren toegekend aan Svetlana Migoenova-Dali, mede-eigenaar van het Moskouse productiehuis Logos Film Company, en Grace Loh, die aan het hoofd staat van het productiehuis New Crime Productions in Hollywood.[24]

- 2017: De Franse regisseur Charlotte Waligòra maakte de film Le maître et Marguerite waarin ze zelf de rol van Margarita speelde. De andere personages worden vertolkt door Michel Baibabaeff (Voland), Vadim Essaïan (Begemot), Hatem Taïeb (Jezus) en Giovanni Marino Luna (de meester).[25]

- 2018: De Russische regisseur Nikolaj Lebedev bereidt de film Master i Margarita voor, waarvoor hij zelf het script schreef en die hij zal draaien met een budget van 800 miljoen roebel (10,5 miljoen euro) in april 2019. Er wordt van uitgegaan dat de film in december 2020 in roulatie komt.[26]

### Tv-series
- 1990: De Poolse regisseur Maciej Wojtyszko maakte Mistrz i Małgorzata, een minireeks van vier afleveringen.[27][28]

- 1989: De Russische theaterregisseur Aleksandr Dzekoen bewerkte zijn toneelstuk Master i Margarita voor televisie. Zoals de ondertitel - Hoofdstukken uit de roman - reeds laat vermoeden, omvat de film niet de hele roman. Slechts 21 hoofdstukken ervan werden verwerkt in een minireeks.[29]

- 2005: De Russische regisseur Vladimir Bortko maakte Master i Margarita, een tv-serie in tien afleveringen met onder meer de acteurs Vladislav Galkin, Kirill Lavrov en Aleksandr Abdoelov. Het werd de meest succesvolle tv-serie ooit vertoond op de Russische televisie. De soundtrack werd gecomponeerd door Igor Korneljoek.[30][31]

### Animatiefilms
- 2002: De Franse animatoren Clément Charmet en Elisabeth Klimoff maakten een animatiefilm van het eerste hoofdstuk van De meester en Margarita, gebaseerd op de striproman van Jean-François Desserre.[32]

- 2012: De Israëliër Terentij Oslyabya maakte de animatiefilm Master i Margarita, chapter 1. Het is opgevat als een geanimeerd audio-boek.[33][34]
- 2012: De Russische maker van animatiefilms Rinat Timerkajev startte in 2012 de werkzaamheden voor het maken van de langspeelfilm Master i Margarita. Hij maakte een fraaie trailer en op zijn blog,[35] hield hij zijn volgers regelmatig op de hoogte van de voortgang, maar in december 2015 informeerde de filmmaker zijn lezers dat hij zijn pogingen stopgezet heeft: «Бизнес по-российски, блин!» (Business op zijn Russisch, verdorie!) schreef hij.[36]

- 2015: De Finse maakster van animatiefilms Katariina Lillqvist startte in 2015 de werkzaamheden voor het maken van de poppenfilmfilm Mistr a Markétka, een Fins-Tsjechische coproductie. Een trailer van 5 minuten werd vertoond op 2 juni 2015 op het Filmfestival van Zlín in de Tsjechische Republiek.[37]

- 2017: De Russische maker van animatiefilms Aleksandr Golberg Jero startte in 2017 de werkzaamheden voor het maken van de langspeelfilm Master i Margarita. De media-ondernemer en coproducent Matthew Helderman, CEO van BondIt Media Capital, is belast met het verzamelen van de nodige fondsen.[38]

Heel wat studenten uit het kunstonderwijs insprireerden zich op De meester en Margarita om korte animatiefilms te maken. Een volledige lijst is beschikbaar op de Master & Margarita website.

### Stripverhalen en stripromans
- 1997: De roman werd voor het eerst bewerkt tot een striproman door de Russische striptekenaar Rodion Tanaev.[40]

- 2002: De roman werd bewerkt tot een striproman door de Franse striptekenaar Jean-François Desserre.[41]

- 2005: De roman werd bewerkt tot een striproman door de Russische striptekenaars Askold Akisjin en Misja Zaslavski.[42]

- 2008: De roman werd bewerkt tot een striproman door de in Londen verblijvende striptekenaars Andrzej Klimowski en Danusia Schejbal.[43]
- 2013: De Oostenrijks/Franse striptekenares Bettina Egger vertelde het verhaal van Michail Boelgakov en De meester en Margarita in de striproman Moscou endiablé, sur les traces de Maître et Marguerite. Zij verweefde het verhaal van De meester en Margarita met het levensverhaal van Michail Boelgakov en met haar eigen ontdekkingstocht naar de bronnen van de roman in Moskou.[44]

### Theater

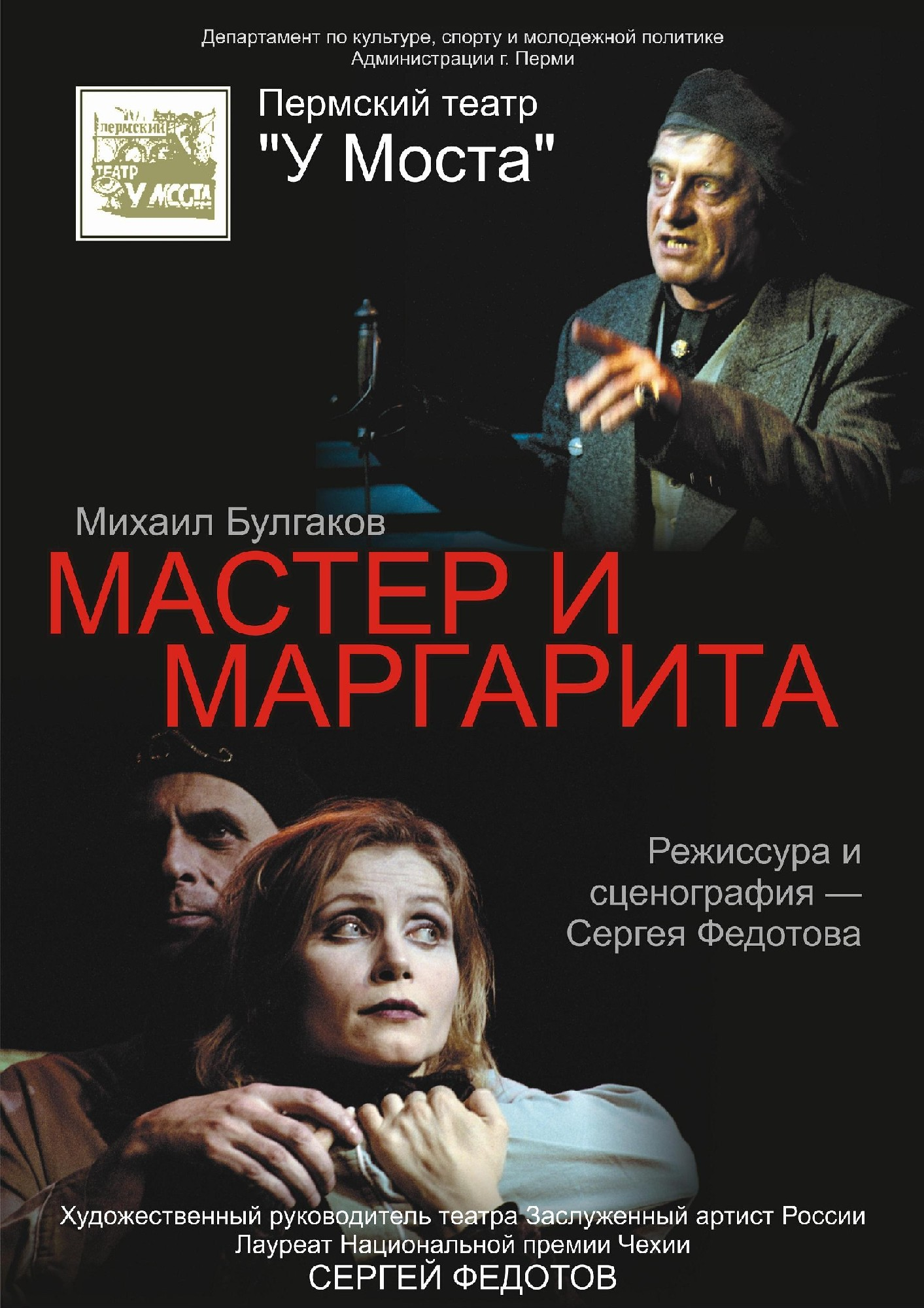
Affiche voor een theatervoorstelling van De meester en Margarita in Perm, Rusland.

De meester en Margarita werd reeds door méér dan 500 theatergezelschappen wereldwijd bewerkt tot een theaterstuk. Een volledige lijst van alle theaterbewerkingen is beschikbaar op de Master and Margarita website.

### Muziek
Een honderdtal componisten, bands, zangers en liedjesschrijvers inspireerden zich op De meester en Margarita in hun werk. Samen maakten zij er ongeveer 250 liedjes en muziekstukken over.

#### Rock 'n Roll
Ongeveer 25 rockbands en artiesten, waaronder The Rolling Stones, Patti Smith, Franz Ferdinand en Pearl Jam werden door de roman geïnspireerd voor één of meerdere songs. Een volledige lijst van alle songs is beschikbaar op de Master and Margarita website.

#### Popmuziek
Ongeveer 15 populaire bands en artiesten, waaronder Igor Nikolajev, Valeri Leontjev, Zsuzsa Koncz, Larisa Dolina en Linda werden door de roman geïnspireerd voor één of meerdere nummers. De song Margarita van Valeri Leontjev werd gebruikt om de allereerste Russische videoclip te maken in 1989. Een volledige lijst van alle nummers is beschikbaar op de Master and Margarita website.

#### Russische barden
Heel wat Russische barden, waaronder Aleksandr Rosenbaum, werden door de roman geïnspireerd voor één of meerdere nummers. Samen maakten ze méér dan 200 liederen over thema's of personages uit De meester en Margarita. Een volledige lijst van alle liederen is beschikbaar op de Master and Margarita website.

#### Klassieke muziek
Een tiental klassieke componisten, waaronder Dmitri Smirnov en Andrej Petrov werden door de roman geïnspireerd om er symfonieën of muzikale fantasieën over te schrijven. Een volledige lijst van alle werken is beschikbaar op de Master and Margarita website.

#### Opera, musical
Ongeveer 15 componisten, waaronder York Höller, Aleksandr Gradski en Sergej Slonimski maakten opera's en musicals over De meester en Margarita. Een volledige lijst van alle componisten is beschikbaar op de Master and Margarita website.

#### Soundtracks
Drie componisten, Ennio Morricone, Alfred Schnittke en Igor Korneljoek maakten soundtracks voor films over The Master and Margarita.

#### Andere muziekgenres
Vijf alternatieve componisten en performers, waaronder Simon Nabatov, werden door de roman geïnspireerd voor diverse projecten. Een volledige lijst van alle artiesten is beschikbaar op de Master and Margarita website.